# Bončo Genčev
Bončo Genčev (in bulgaro Бончо Генчев?; General Toshevo, 7 luglio 1964) è un ex calciatore bulgaro, di ruolo centrocampista.

## Palmarès

### Club

#### Competizioni nazionali
- Campionato bulgaro: 1

FK Etar: 1990-1991
- Coppa di Bulgaria: 1

CSKA Sofia: 1998-1999

#### Competizioni internazionali
- Coppa Piano Karl Rappan: 1

FK Etar: 1987

### Individuale
- Capocannoniere del campionato bulgaro: 2

1997-1998 (17 gol)